# 피터 팬 증후군

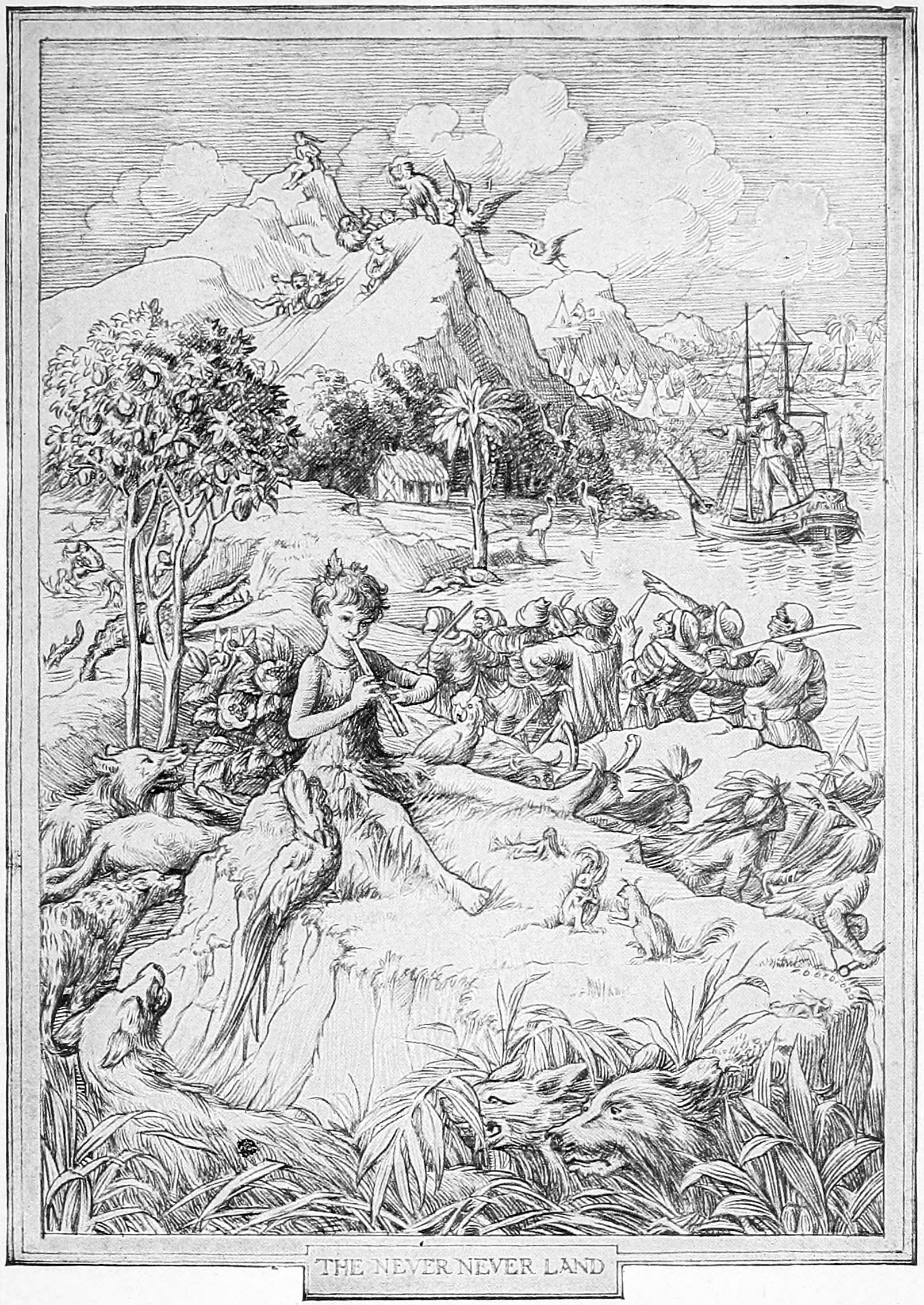
피터팬이 파이프를 연주하는 그림, F. D. 피터와 웬디의 베드포드

피터 팬 증후군(Peter Pan syndrome) 또는 피터 팬 콤플렉스는 어른이 몸은 성인이 되기를 거부하고 어린이나 소년이 되기를 원하는 심리상태 또는 그러한 행동을 말한다. 어른이 된 후에도 사회에 적응을 하지 못한 채 어린아이와 같은 행동을 하는 사람들에게서 볼 수 있는 특성이다. 이러한 사람들은 책임감이 없고, 항상 불안해하며, 쉽게 현실에서 도망쳐 자기만의 세계에 빠져드는 경향을 보인다.
피터 팬 증후군은 1970년대 미국 남성을 중심으로 그 경향이 보이기 시작했다. 1980년 이후에는 일본에서도 경제위기 이후 장기적 침체와 함께 젊은 남성들 사이에 피터 팬 증후군이 확산되었다.

## 개요
1970년대 후반 미국의 20대 젊은 남성을 중심으로, 현실에 적응을 거부하거나 어린이, 소년으로 남으려는 경향 또는 그러한 행동이 보이기 시작했다. 1980년 이후 일본에서도 젊은 남성들 사이에서 경향이 나타나 서서히 확산되었는데, 일본은 1980년의 경제위기 이후 장기적 침체와 함께 사회부적응자, 미취직자 젊은 남성층에게서 피터 팬 증후군이 확산되었다. 이들이 보여주는 증후군을 D. 카일리 박사는 피터 팬 증후군이라고 명명하였다. 이는 동화 속의 피터 팬이 웬디 등 다른 아이들이 현실의 세계로 돌아가는 것을 선택한 것과는 반대로, 네버랜드에 남아 영원히 어린이로 남는 것에서 착안한 것이다. 이 용어는 심리학자인 댄 카일리 박사가 1983년에 저술한 책 "피터 팬 증후군:어른이 되지 않은 사람들"과 1984년에 출간한 "웬디의 딜레마"에서 처음 등장한다.
이들은 이상과 현실 사이에서 괴리감을 느끼며 유년 시절로 도피하려 한다.
이 현상은 과거 일부 부유한 상류층에 국한됐지만 최근에는 저출산과 취업난의 영향으로 중산층에까지 확산되고 있다.
육체는 이미 성인이지만, 마음은 어린이로 남아있길 바라는 심리, 또 어린이로서 대우받고 싶어하고 보호받고 싶어하기를 원한다. 따라서 새로운 것에 대한 도전을 싫어하고 현재에 안주하기를 좋아한다. 그러나 현실이 자신의 뜻대로 되지 않을 경우 쉽게 뭔가를 찾아서 도피하거나 자기만의 세계를 건설한다. 보통 책임감이 없고 자신의 모든 문제를 외부의 탓으로 돌린다. 또한 어리광을 부리며, 한 가지에 심한 집착을 보인다거나 때로는 불안해하기도 하고 쉽게 현실에서 도망쳐 자기만의 세계에 빠져든다.

## 대한민국에서
어른아이의 문제는 오래전부터 존재했고 전 세계적인 현상이지만 2000년대 이후 대한민국 국내에서도 그 증가세가 부쩍 눈에 띈다는 게 전문가들의 공통된 견해다. 피터 팬 증후군의 악화로 정신과 치료를 받는 경우가 늘고 있고, 그런 자녀의 부모가 정신과 상담을 받는 사례도 많다는 것이다.
2011년 9월 한림대성심병원 전덕인(정신과) 교수는 중앙일보와의 인터뷰에서 “요즘 들어 병원에 찾아오는 20~30대 환자 중에 이런 (어른아이) 특성의 환자가 많이 늘었다”며 “특히 20대 남자가 처음 환자로 올 경우엔 과반수가 이 같은 유형에 해당한다”고 말했다. 인천나누리병원 김혜남(정신과) 박사도 “상담건수 등을 분석해 보면 어른아이가 증가하고 있다”고 전했다.

## 미국의 예

### 마이클 잭슨
유명한 가수였던 마이클 잭슨은 "내 마음 속에 피터 팬이 있다"라고 말할 정도로 어린이의 세계를 동경한 인물이었다. 그는 캘리포니아에 2700 에이커 규모에 이르는 자신의 사유지의 이름을 네버랜드라고 명명하였다. 그는 자신의 어린시절은 없었다고 생각하였고, 다시 그 시절로 돌아가기를 꿈꾸었다. 그 곳에 수만명의 어린이들이 관람을 하였으며, 관광명소가 되었다.

## 영향력
어른아이의 증가는 개인적으로나 사회적으로 큰 부작용을 가져올 수 있어 관심과 대책이 필요하다는 지적이다. 성의학 전문가인 강동우 박사는 2011년 9월 중앙일보 인터뷰에서 “의학적으로 문제가 되는 수준의 피터 팬 증후군은 내버려둘 경우 중년 이후의 삶이 더욱 순탄치 못하다”며 “방치된 피터 팬 증후군 환자들은 나이가 들면서 사회적 무기력증이 자신에 대한 실망으로 이어져 비극적인 말년을 맞을 수 있다”고 경고한다.
정신과 전문의인 이나미 박사는 “(어른아이의 증가는) 사회적 생산성 저하의 원인이 된다”며 “결혼을 꺼리는 탓에 가족 해체나 저출산 등의 사회적 부작용도 커질 수밖에 없다”고 말했다.

## 증상 분류
D.카일리 교수(임상심리학자)가 피터 팬 증후군이라 명명하고 전사춘기부터 청년기까지의 발달단계로 나눠 기본증상을 분류해놨다.
1. 전사춘기: a. 초등학생에서 중학교 저학년 정도의 시기 - 연령적으로는 성숙했지만 어린이로 남고 싶어하기 때문에 책임있는 행동을 싫어하고, 자립적인 행동을 할 능력이 없다. b. 중학생 정도 - 어떤 일을 할 때나 불안해 하며 무책임까지 더해져 스스로를 게으름뱅이, 글러먹은 인간이라고 폄하한다.
2. 중사춘기: 중학교 고학년부터 고교생까지의 시기 - 따돌림과 고독을 두려워해서 항상 남과 어울려다니려고 하며 주변환경에 휩쓸리기 쉽고 주체성이 떨어진다.
3. 중사춘기에서 사춘기후기: 고교 고학년에서 대학생까지의 시기 - 남성성에 치우쳐 있으면서도 한편으로는 여성에게는 어머니로서의 역할을 원한다. 성역할에 대한 갈등이 이시기의 주를 이룬다. 또는 하나의 이상을 설정해 놓고 그 이상에 대한 심한 집착을 보이기도 한다.
4. 청년기: 대학생 - 스스로에게 완벽함을 추구하지만 이를 달성할 수 없기 때문에 현실을 받아들이지 않고 자기애(나르시시즘)에 빠진다.
5. 청년기후기: a. 대학생에서 사회인이 되는 시기 - 겉으로는 타인을 이해하고 옹호하는 척하지만 실지로는 책임전부를 타인에게 부담시키려 한다. b. 20대후반부터 30대까지의 시기 - 보통 활동성이 현저히 떨어지는 증세를 보이며 스스로에게 염증을 느끼기도 한다.

## 같이 보기
- 착한아이 콤플렉스
- 신데렐라 콤플렉스
- 모글리 신드롬
- 키덜트